# Knife Edge: Nose Gunner
Knife Edge: Nose Gunner , est un jeu vidéo de type shoot them up sorti en 1998 sur Nintendo 64. Le jeu a été développé et édité par Kemco.

## Système de jeu
Knife Edge est un shoot them up de type rail shooter, en vue à la première personne. Les mouvements sont automatiques, mais les joueurs, qui contrôlent des vaisseaux, peuvent bouger autour des cibles en utilisant le stick analogique, ce qui permet d'éviter les tirs ennemis. L'objectif est de tirer pour toucher les cibles. De temps en temps, des messages textuels en provenance d'autres vaisseaux s'affichent. Le jeu en mode histoire progresse de façon linéaire ; il comporte plusieurs cinématiques. A la fin de chaque niveau, il y a un boss.
Knife Edge comporte plusieurs modes de jeu : le mode histoire, qui se joue en solo, le mode entrainement, le mode équipe, équivalent du mode histoire en multijoueur, pouvant comporter jusqu'à quatre joueurs, et le mode combat, de type joueur contre joueur.
La durée de vie du jeu est d'environ deux heures.

## Accueil
Le jeu reçoit des critiques mitigées, selon l'aggrégateur de notes GameRankings.
Julien Chièze, critique chez Joypad sous le nom Gollum, attribue au jeu la note de 0/10 à cause des graphismes et des animations qui, selon lui, ne sont pas à la hauteur des performances attendues sur cette console ; il qualifie le jeu de « traumatisme ». Pour Ryan Mac Donald de chez GameSpot, le son non plus n'est pas de qualité suffisante et le système de jeu de type Rail Shooter n'est pas suffisamment poussé ; seul l'existence d'un mode multijoueur donne de l'intérêt au jeu. À cela, Peer Schneider de l'IGN rajoute le manque d'effets spéciaux et d'éclairage correct ; il trouve que le jeu manque de réalisme et que la sensation de tirer réellement, qu'il juge pourtant essentielle à l'expérience d'un jeu de tir, n'est pas présente. À l'inverse, Sébastien Pissavy, créateur du site et critique chez Jeuxvideo.com sous le nom lightman, considère les graphismes corrects et les animations fluides, mais déplore le manque d'interactivité et de variété dans le jeu.